# 바카
바카(일본어: 馬鹿 バカ[*]) 또는 바카야로(일본어: 馬鹿野郎 ばかやろう[*])는 한국어로 바보라는 뜻을 가진 일본어이다. 이는 일본욕의 대명사로 잘 알려져 있다. 같은 의미로 사용되는 아호(アホ)는 둘 다 같은 '바보'이지만, 어느 지역에서 쓰이느냐에 따라 가벼운 표현이 될 수도 있고 기분 나쁜 욕이 될 수도 있다.

## 참고 문헌
- (일본어) 『馬鹿』  - 고트뱅크